# Herbert Brean
Herbert Brean (* 10. Dezember 1907 in Detroit, Michigan; † 7. Mai 1973) war ein US-amerikanischer Journalist und Schriftsteller.

## Leben
Herbert Brean studierte an der University of Michigan in Ann Arbor und konnte dieses Studium 1929 mit dem Titel „B.A.“ erfolgreich abschließen. Anschließend arbeitete er als Journalist, zunächst für United Press in New York, später zehn Jahre lang für die „Detroit Times“. Während dieser Zeit schrieb er Detektivgeschichten für Pulp-Magazine. Seit 1944 arbeitete Brean für Life in New York, wo er seinen ersten von insgesamt sieben Kriminalromanen verfasste, der 1948 unter dem Titel Wilders Walk Away veröffentlicht wurde. Brean schrieb Sachbücher und Artikel für Zeitschriften wie Fortune oder Time. Er war Mitglied der Mystery Writers of America und wurde 1967 ihr Präsident.
Herbert Brean war seit 1934 mit Dorothy Skeman verheiratet und Vater zweier Töchter. Er starb 1973 im Alter von 65 Jahren.

## Werke

### Romane
Reynold-Frame-Zyklus
- 1948: Wilders Walk Away. Morrow, New York
- 1949: The Darker the Night. Morrow, New York

→ dt. Der Fenstersturz. Aufwärts-Verlag, Berlin 1953
- 1950: Hardly a Man Is Now Alive. Morrow, New York

→ als Murder Now and Then. Macmillan, London 1965
- 1952: The Clock Strikes Thirteen. Morrow, New York

William-Deacon-Zyklus
- 1960: The Traces of Brillhart. Harper, New York

→ dt. Tödliches Zwischenspiel. Nest Verlag, Frankfurt/Main 1961
- 1966: The Traces of Merrilee. Morrow, New York

Sonstige
- 1956: A Matter of Fact. Morrow, New York

→ als Collar for the Killer. Heinemann, London 1957
→ als Dead Sure. Dell, New York 1958
→ dt. Die letzte Prüfung. Nest Verlag, Frankfurt/Main 1958

### Sachbücher
- 1951: How to Stop Smoking. Vanguard Press, New York

→ dt. Wie man das Rauchen aufgibt. Günther-Verlag, Stuttgart 1952
- 1958: How to Stop Drinking. Holt Rinehart, New York

→ als A Handbook for Drinkers – and for Those Who Want to Stop. Collier, New York 1963
- 1961: The Life Treasury of American Folklore. Time, New York
- 1962: The Music of Life. Time, New York
- 1965: The Only Diet That Works. Morrow, New York

Als Herausgeber
- 1956: The Mystery Writer's Handbook. Harper, New York